# Ctenogobius shennongensis
Ctenogobius shennongensis is een straalvinnige vissensoort uit de familie van de grondels (Gobiidae). De wetenschappelijke naam van de soort is voor het eerst geldig gepubliceerd in 1983 door Yang & Xie.